# Giorgio Manzoli
Giorgio Manzoli (falecido a 3 de março de 1591) (em latim: Georgius Manzolus) foi um prelado católico romano que serviu como bispo de Aversa (1582–1591).

## Biografia
No dia 16 de maio de 1582, Giorgio Manzoli foi nomeado pelo Papa Gregório XIII como Bispo de Aversa, onde serviu até à sua morte a 3 de março de 1591.